# South Charleston (West Virginia)
South Charleston ist eine Stadt im Kanawha County des US-amerikanischen Bundesstaates West Virginia. South Charleston wurde 1917 gegründet und bildet eine Vorstadt westlich von Charleston. Das U.S. Census Bureau hat bei der Volkszählung 2020 eine Einwohnerzahl von 13.647 ermittelt. South Charleston bildet den Sitz der West Virginia State Police.

## Geografie
Die Stadt wird von der Interstate 64, der U.S. Route 60, der U.S. Route 119, der West Virginia Route 601 und der West Virginia Route 214 erschlossen und vom Kanawha River geteilt. Die Stadt wird durch das Bussystem der Kanawha Valley Regional Transportation Authority bedient. Ein Flugplatz für die allgemeine Luftfahrt, der Mallory Airport, befindet sich an der Chestnut Street, etwa zwei Meilen südlich der U.S. Route 60. Der nächstgelegene kommerzielle Flugplatz ist der Yeager Airport in Charleston. 

## Geschichte
South Charleston wurde 1906 gegründet, aber erst 1917 als eigene Gemeinde verwaltet.
Es ist die Heimat des Charleston Ordnance Center, einer ehemaligen Munitionsfabrik der Marine, die für den Einsatz im Ersten Weltkrieg errichtet wurde. Sie beschäftigte über 11.000 Arbeiter und produzierte 130.000 Geschützrohre für US-Kriegsschiffe.

## Demografie
Nach einer Schätzung von 2019 leben in South Charleston 12.047 Menschen. Die Bevölkerung teilt sich im selben Jahr auf in 82,0 % Weiße, 8,4 % Afroamerikaner, 0,8 % amerikanische Ureinwohner, 2,6 % Asiaten und 6,1 % mit zwei oder mehr Ethnizitäten. Hispanics oder Latinos aller Ethnien machten 2,3 % der Bevölkerung aus. Das mittlere Haushaltseinkommen lag bei 53.713 US-Dollar und die Armutsquote bei 14,0 %.
| Jahr | Einwohner¹ |
| ---- | ---------- |
| 1920 | 3.650      |
| 1930 | 5.904      |
| 1940 | 10.377     |
| 1950 | 16.686     |
| 1960 | 19.180     |
| 1970 | 16.333     |
| 1980 | 15.968     |
| 1990 | 13.645     |
| 2000 | 13.390     |
| 2010 | 13.450     |
| 2020 | 13.647     |

¹ 1920 – 2020: Volkszählungsergebnisse

## Sehenswürdigkeiten
In South Charleston befindet sich der Criel Mound, ein von der Adena-Kultur errichteter Grabhügel.

## Söhne und Töchter der Stadt
- T. D. Jakes (* 1957), Unternehmer, Autor, Prediger und Pastor
- Kathy Mattea (* 1959), Country-Sängerin und Songschreiberin